# La Coyotera
La Coyotera är en ort i Mexiko.   Den ligger i kommunen La Perla och delstaten Veracruz, i den sydöstra delen av landet, 210 km öster om huvudstaden Mexico City. La Coyotera ligger 2 521 meter över havet och antalet invånare är 116.
Terrängen runt La Coyotera är kuperad åt sydost, men åt nordväst är den bergig. Runt La Coyotera är det ganska tätbefolkat, med 199 invånare per kvadratkilometer. Närmaste större samhälle är Orizaba, 19,1 km sydost om La Coyotera. I omgivningarna runt La Coyotera växer huvudsakligen savannskog.